# 関口 (文京区)
関口（せきぐち）は、東京都文京区の町名。現行行政地名は関口一丁目から関口三丁目。住居表示実施済区域。

## 地理
ホテル椿山荘東京、東京カテドラル聖マリア大聖堂などが所在。2丁目と3丁目は目白台から続く高台の文教地区で獨協中学校・高等学校などがある。高台には中曽根邸がある。

### 地価
住宅地の地価は、2025年（令和7年）1月1日の公示地価によれば、関口2-4-19の地点で142万円/m2となっている。

## 歴史

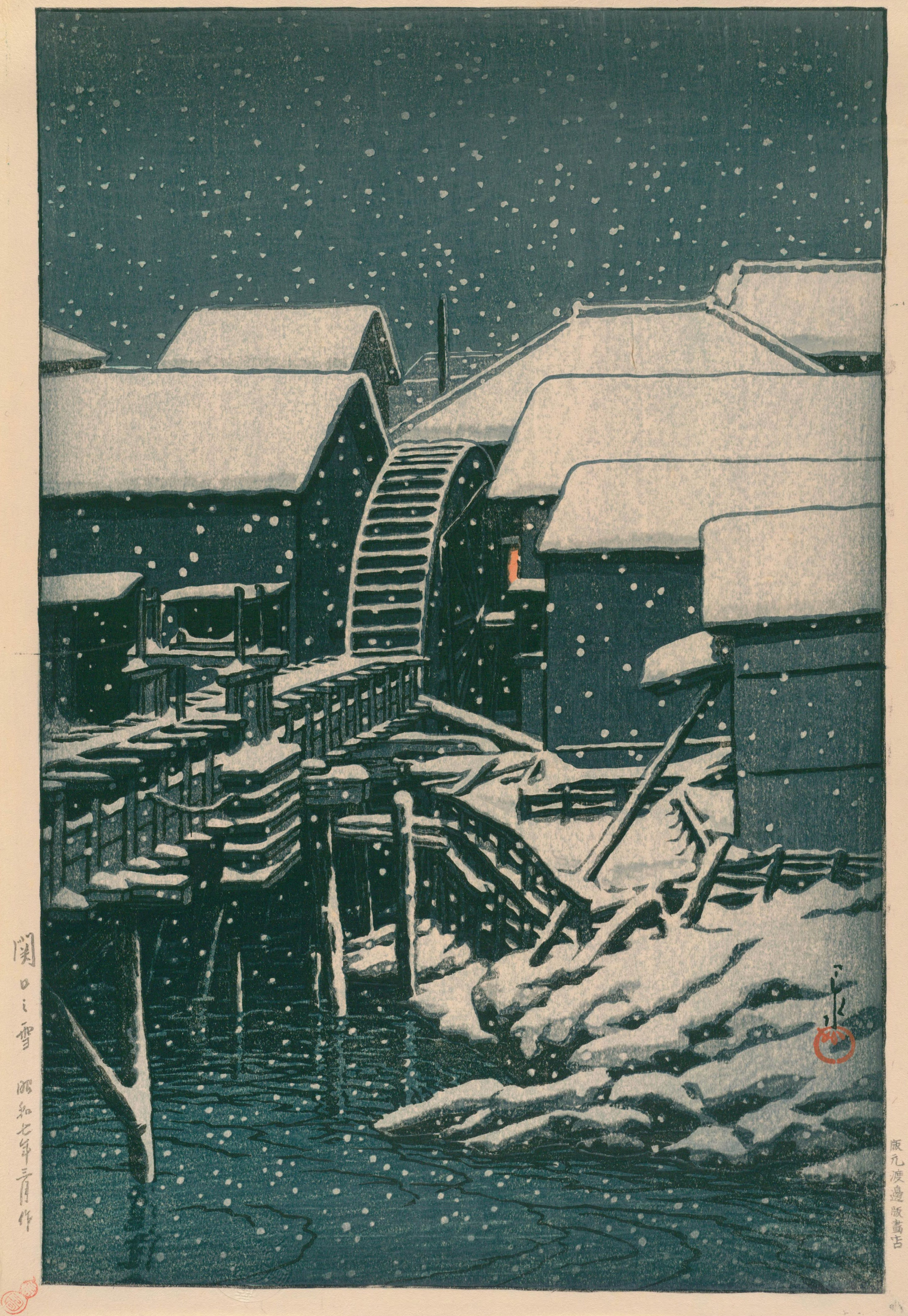
川瀬巴水『関口之雪』（1932年・昭和7年）

西古川町、東古川町、小日向町、松ヶ枝町、関口町、関口水道町、関口駒井町、関口台町などが合併されて誕生。正保年間（1644年～1648年）には関口村と称していた。

### 地名の由来
奥州街道の関所、神田上水を神田川に分流するための堰があったからなど諸説あり。關口刑部家一族の屋敷があったとする説があり。

## 世帯数と人口
2025年（令和7年）3月1日現在（文京区発表）の世帯数と人口は以下の通りである。
| 丁目       | 世帯数    | 人口    |
| ---------- | --------- | ------- |
| 関口一丁目 | 3,461世帯 | 5,660人 |
| 関口二丁目 | 622世帯   | 1,294人 |
| 関口三丁目 | 660世帯   | 1,223人 |
| 計         | 4,743世帯 | 8,177人 |

### 人口の変遷
国勢調査による人口の推移。
| 年                 | 人口  |
| ------------------ | ----- |
| 1995年（平成7年）  | 4,600 |
| 2000年（平成12年） | 4,740 |
| 2005年（平成17年） | 5,603 |
| 2010年（平成22年） | 6,166 |
| 2015年（平成27年） | 6,796 |
| 2020年（令和2年）  | 7,810 |

### 世帯数の変遷
国勢調査による世帯数の推移。
| 年                 | 世帯数 |
| ------------------ | ------ |
| 1995年（平成7年）  | 2,136  |
| 2000年（平成12年） | 2,318  |
| 2005年（平成17年） | 2,913  |
| 2010年（平成22年） | 3,474  |
| 2015年（平成27年） | 3,936  |
| 2020年（令和2年）  | 4,431  |

## 学区
区立小・中学校に通う場合、学区は以下の通りとなる（2020年9月現在）。
| 丁目       | 番地                                                   | 小学校                   | 中学校             |
| ---------- | ------------------------------------------------------ | ------------------------ | ------------------ |
| 関口一丁目 | 1〜9番 10番1〜8号 11〜12番 13番（14号を除く） 14〜20番 | 文京区立小日向台町小学校 | 文京区立音羽中学校 |
| 関口一丁目 | 10番9〜24号 13番14号 21〜48番                          | 文京区立関口台町小学校   | 文京区立音羽中学校 |
| 関口二丁目 | 全域                                                   | 文京区立関口台町小学校   | 文京区立音羽中学校 |
| 関口三丁目 | 全域                                                   | 文京区立関口台町小学校   | 文京区立音羽中学校 |

## 交通

### 鉄道
- 東京メトロ有楽町線：江戸川橋駅

### バス
- 都営バス：江戸川橋、関口一丁目、ホテル椿山荘東京前
- 文京区コミュニティバスBーぐる：江戸川橋駅、江戸川公園、関口二丁目、ホテル椿山荘東京

## 事業所
2021年（令和3年）現在の経済センサス調査による事業所数と従業員数は以下の通りである。
| 丁目       | 事業所数  | 従業員数 |
| ---------- | --------- | -------- |
| 関口一丁目 | 438事業所 | 5,009人  |
| 関口二丁目 | 67事業所  | 2,256人  |
| 関口三丁目 | 40事業所  | 394人    |
| 計         | 545事業所 | 7,659人  |

### 事業者数の変遷
経済センサスによる事業所数の推移。
| 年                 | 事業者数 |
| ------------------ | -------- |
| 2016年（平成28年） | 541      |
| 2021年（令和3年）  | 545      |

### 従業員数の変遷
経済センサスによる従業員数の推移。
| 年                 | 従業員数 |
| ------------------ | -------- |
| 2016年（平成28年） | 7,642    |
| 2021年（令和3年）  | 7,659    |

## その他

### 日本郵便
- 郵便番号 : 112-0014[3]（集配局 : 小石川郵便局[17]）。